# Języki arawackie
Języki arawackie – grupa językowa ludów indiańskich Ameryki Południowej i Środkowej, spotykana na terenie takich krajów jak Bahamy, Boliwia, Brazylia, Gujana, Honduras, Kolumbia, Peru, Surinam czy Wenezuela. Jest to największa pod względem rozprzestrzenienia geograficznego grupa językowa w Ameryce Łacińskiej. Nazwa „arawak” pochodzi od nazwy ludu pochodzącego z Antyli Holenderskich, Surinamu i Gujany.

## Klasyfikacja

### Języki majpurskie
- Języki środkowomajpurskie
- Języki wschodniomajpurskie
- Języki północnomajpurskie
- Języki południowomajpurskie
- Języki zachodniomajpurskie
- Język mawayana (50)

### Niesklasyfikowane
- Język omejes †
- Język ponares †
- Język tomedes †
- Język xiriâna (?)
- Język cumeral †